# Oak Hill (Florida)
Oak Hill is een plaats (city) in de Amerikaanse staat Florida, en valt bestuurlijk gezien onder Volusia County.

## Demografie
Bij de volkstelling in 2000 werd het aantal inwoners vastgesteld op 1378.
In 2006 is het aantal inwoners door het United States Census Bureau geschat op 1575, een stijging van 197 (14.3%).

## Geografie
Volgens het United States Census Bureau beslaat de plaats een oppervlakte van
29,1 km², waarvan 16,5 km² land en 12,6 km² water. Oak Hill ligt op ongeveer 4 m boven zeeniveau.

## Plaatsen in de nabije omgeving
De onderstaande figuur toont nabijgelegen plaatsen in een straal van 32 km rond Oak Hill.